# Periclina mera
Periclina mera är en fjärilsart som beskrevs av Druce 1892. Periclina mera ingår i släktet Periclina och familjen mätare. Inga underarter finns listade i Catalogue of Life.